# Mestaruussarja 1940-1941
La Mestaruussarja 1940-1941 fu la trentatreesima edizione della massima serie del campionato finlandese di calcio, la dodicesima come Mestaruussarja. Il campionato, con il formato a girone unico e composto da otto squadre, ripartì dall'esito della Mestaruussarja 1939 e venne vinto del TPS. Il campionato non venne concluso a causa dell'imminente scoppio della Guerra di continuazione, la classifica venne considerata comunque definitiva anche se incompleta. Il Sudet, che disputò l'intero torneo ad Helsinki essendo Viipuri teatro di guerra, fu l'unica squadra a disputare tutte e 14 le partite in programma.

## Squadre partecipanti
| Club        | Città    | Stagione 1939              |
| ----------- | -------- | -------------------------- |
| HIFK        | Helsinki | 4º posto in Mestaruussarja |
| HJK         | Helsinki | 2º posto in Mestaruussarja |
| HPS         | Helsinki | 5º posto in Mestaruussarja |
| HT Helsinki | Helsinki | 3º posto in Mestaruussarja |
| KIF         | Helsinki | Vincitore di Länsisarja    |
| Sudet       | Viipuri  | Vincitore di Itäsarja      |
| TPS         | Turku    | Campione di Finlandia      |
| VPS         | Vaasa    | 6º posto in Mestaruussarja |

## Classifica finale
|  | Pos. | Squadra     | Pt | G  | V  | N | P | GF | GS | DR  |
|  | ---- | ----------- | -- | -- | -- | - | - | -- | -- | --- |
|  | 1.   | TPS         | 21 | 13 | 10 | 1 | 2 | 52 | 16 | +36 |
|  | 2.   | VPS         | 19 | 13 | 8  | 3 | 2 | 32 | 17 | +15 |
|  | 3.   | Sudet       | 17 | 14 | 7  | 3 | 4 | 38 | 30 | +8  |
|  | 4.   | HIFK        | 16 | 13 | 7  | 2 | 4 | 35 | 27 | +8  |
|  | 5.   | HJK         | 10 | 12 | 4  | 2 | 6 | 22 | 30 | -8  |
|  | 6.   | KIF         | 8  | 13 | 3  | 2 | 8 | 26 | 51 | -25 |
|  | 7.   | HT Helsinki | 8  | 13 | 3  | 2 | 8 | 19 | 32 | -13 |
|  | 8.   | HPS         | 5  | 13 | 1  | 3 | 9 | 18 | 39 | -21 |

Legenda:
      Campione di Finlandia
      Retrocesse in Itä–Länsi-sarja
Note:
Due punti a vittoria, uno a pareggio, zero a sconfitta.